# Аридний клімат

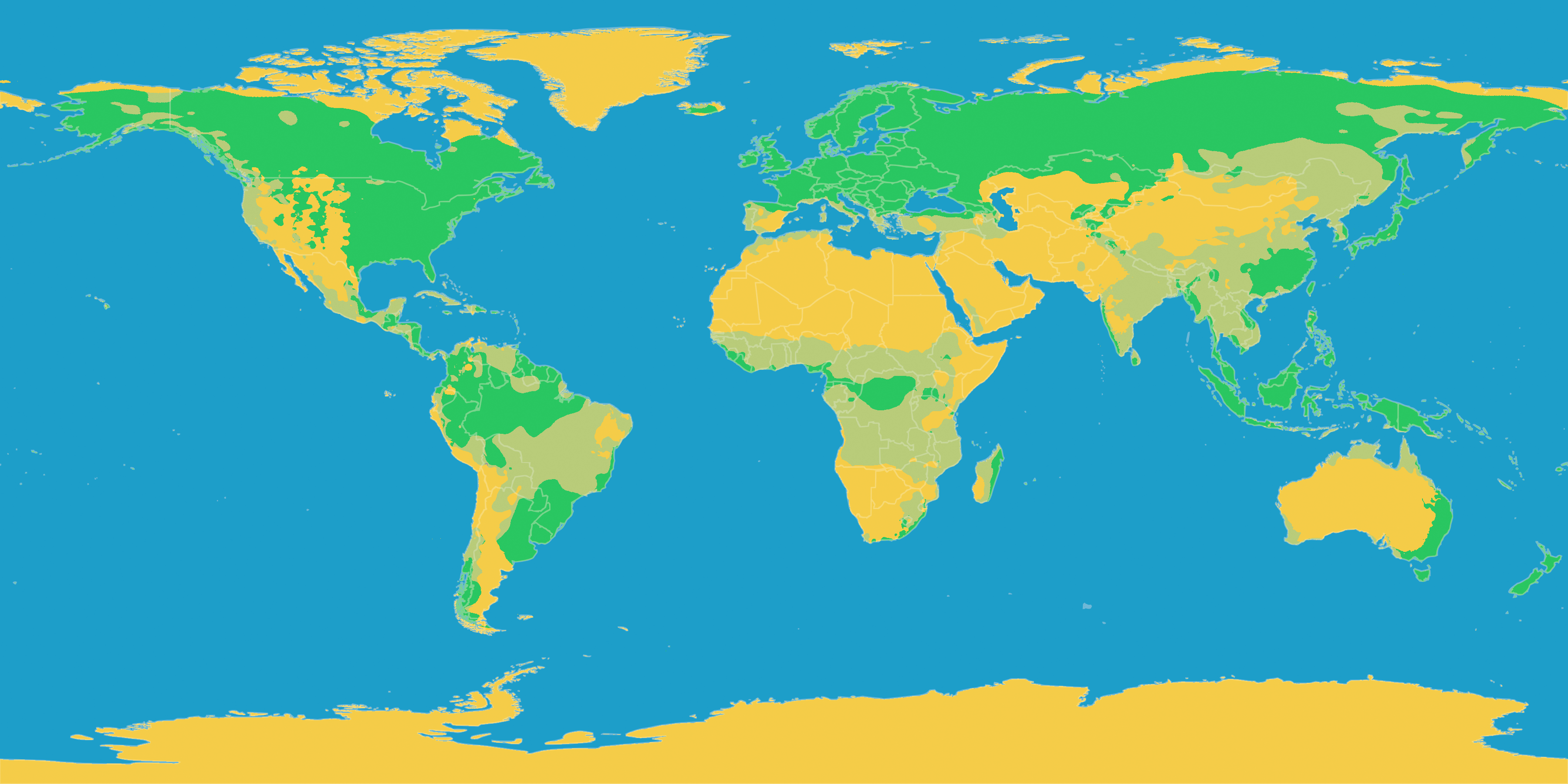
Аридний клімат (позначено помаранчевим)

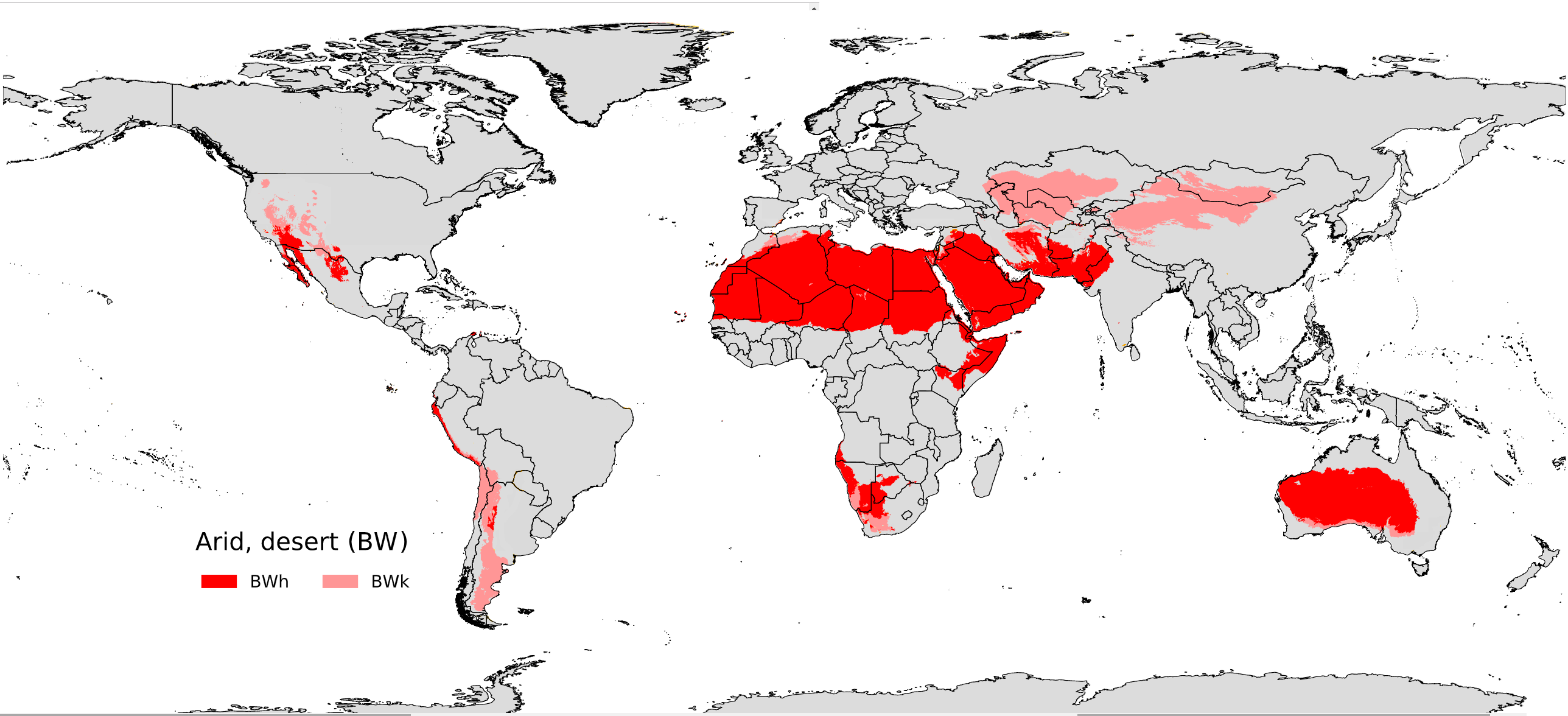
Регіони з пустельним кліматом за класифікацією Кеппена
BWh (жаркий пустельний клімат)
BWk (холодний пустельний клімат)

Ари́дний клі́мат (лат. aridus — сухий) — клімат пустель і напівпустель. Для аридного клімату характерні: великі добова і річна амплітуди температури повітря; майже повна відсутність або незначна кількість опадів (100–150 мм на рік). Вся отримувана волога швидко випаровується. Річки, що протікають через пустелю з сусідніх вологіших областей, тут міліють і часто закінчуються безстічними улоговинами з солоними озерами. Гола земна поверхня піддається різким коливанням температури протягом доби, через що навіть щільні гірські породи руйнуються і перетворюються на пісок. Вітер безперешкодно переносить маси сухого піску, створюючи хвилястий рельєф піщаних барханів і дюн. Аридний клімат у своїх найяскравіших формах характерний для тропічних і субтропічних широт (Сахара, пустелі Аравійського півострова, Австралії). У вищих широтах аридний клімат зв'язаний або із захисною дією гірських хребтів, що перешкоджають принесенню вологи з океану (пустелі Північної і Південної Америки), або з віддаленістю від океанів (пустелі Центральної і Середньої Азії).
Аридний клімат поширюється внаслідок аридизації — складних кліматичних змін, що призводять до зниження зволоженості територій.